# John Smith (indio Chippewa)
El jefe John Smith (nacido entre 1822 y 1826, aunque algunas fuentes ubican su nacimiento en 1784-6 de febrero de 1922) fue un indio Ojibwa (Chippewa) que vivió en el área del lago Cass, en Minnesota. En 1920, dos años antes de su muerte, apareció como el protagonista principal de una exhibición cinematográfica que recorrió los Estados Unidos, en la que se presentaban al público indios ancianos.

## Biografía
Conocido por el pueblo chippewa como Ga-Be-Nah-Gewn-Wonce, lo cual se traduce como carne arrugada debido a las prominentes arrugas de su cara, o Gaa-binagwiiyaas (al que se le pela la carne), el jefe John Smith era llamado por los blancos de la región de Minesota en la que residió toda la vida como el viejo indio. También fue conocido como el lobo blanco.
A lo largo de su vida tuvo ocho esposas y ningún hijo biológico. No obstante, adoptó a un chico que fue llamado Tom Smith.
Murió de neumonía en 1922 cuando él mismo aseguraba contar con 137 años, lo cual ha sido motivo de controversia y ha llevado a que se hayan desarrollado investigaciones al respecto para dilucidar la edad de Smith en el momento de su fallecimiento. Su muerte fue anunciada por el periódico local Star Tribune y el artículo que recogió el suceso intentó ya en ese momento, haciéndose eco de que Smith recordaba las batallas que habían llevado a su pueblo al enfrentamiento con los Sioux, situándose estas a finales del siglo XVIII. También indicó que recordaba haber participado en la guerra contra el hombre blanco, fechada en 1812, lo cual conducía a que su nacimiento se hubiese producido en la última década del 1700.
Sin embargo, otras fuentes, como la recogida a través del testimonio de Paul Buffalo, señalan que la edad que tenía cuando falleció estaría próxima a los 100 años, ya que este hombre recordaba haber escuchado a Smith decir que cuando las estrellas cayeron del cielo él tenía unos 8 o 10 años. Se ha asociado este fenómeno con la lluvia de meteoros de Leónidas del año 1833, lo cual permite extraer la edad señalada.